# Blattrosette

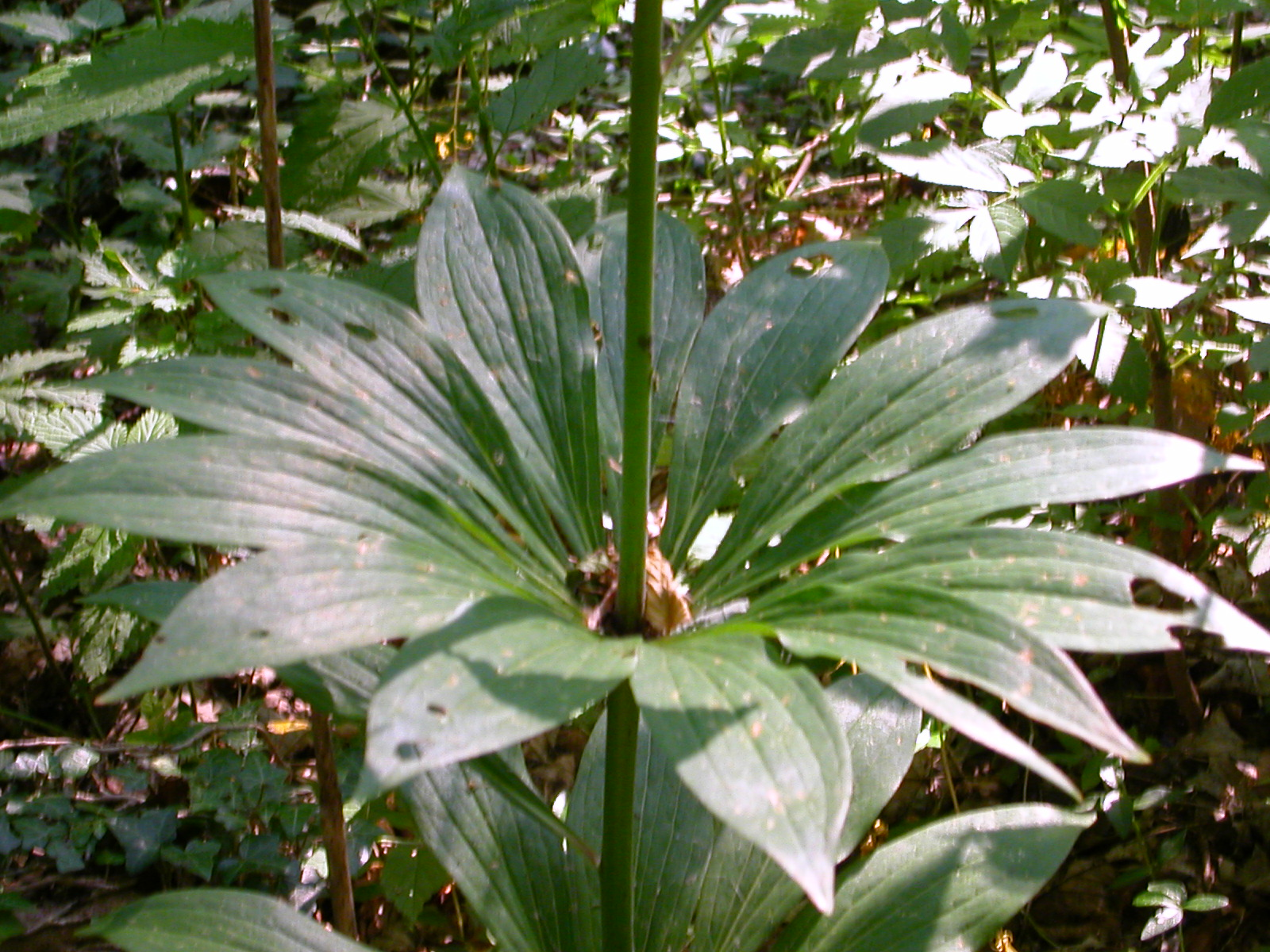
Blattrosette am Stängel des Türkenbunds (Lilium martagon)

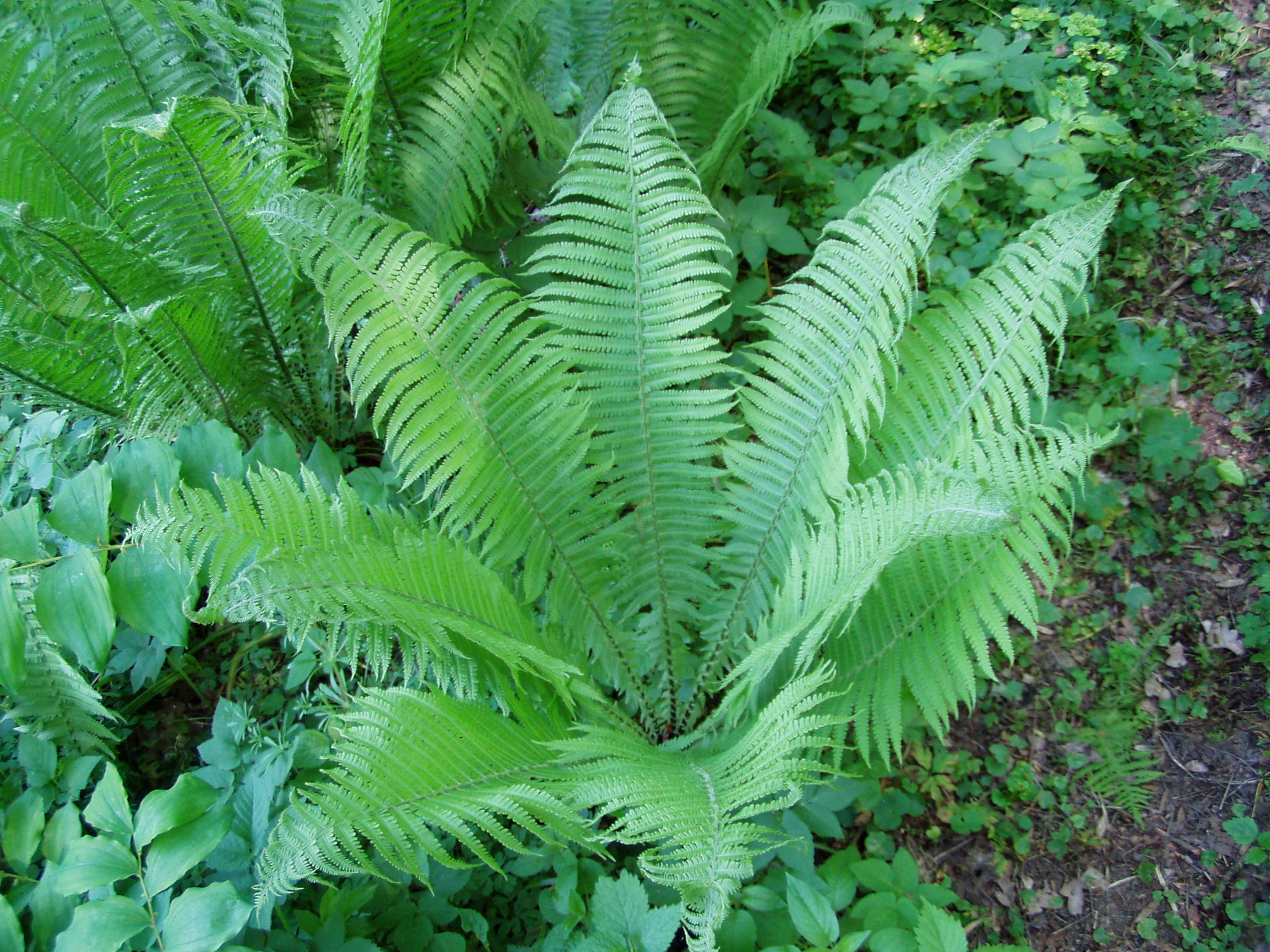
Grundrosette des Straußenfarns (Matteuccia struthiopteris)

Eine Blattrosette ist bei Pflanzen ein Sprossabschnitt, an dem die Blätter dicht gedrängt angeordnet sind. Dies kommt durch ein Ausbleiben der Streckung der Internodien zustande. Die Sprossachse in diesem Abschnitt ist also gestaucht. Blattrosetten werden meist am Stängelgrund gebildet, solche Pflanzen werden als Rosettenpflanzen bezeichnet.
Blattrosetten sind allerdings nicht auf den Stängelgrund beschränkt. 
Eine Rosette trägt mindestens drei (selten zwei) Laubblätter, die einen Scheinwirtel bilden, wie etwa beim Buschwindröschen (Anemone nemorosa). Meist sind es jedoch deutlich mehr Blätter. Hierbei kann die Blattstellung wechselständig oder wirtelig sein. Ist die Rosette grundständig, so wird sie als Grundrosette bezeichnet (bei den Rosettenpflanzen). Recht selten befindet sich die Rosette am Stängel, so beim Türkenbund (Lilium martagon), oder auch seitlich in den Achseln von Stängelblättern. Auch an der Triebspitze kann eine Schopfrosette gebildet werden.
Blattrosetten werden von manchen Rhizom-Pflanzen gebildet, häufiger aber von Polsterpflanzen sowie von vielen ein- und zweijährigen Pflanzen.
Als rosettig wird die Blattanordnung in einer Rosette oder ähnlich wie bei einer Rosette bezeichnet.

## Belege
1. 1 2  Gerhard Wagenitz: Wörterbuch der Botanik. Die Termini in ihrem historischen Zusammenhang. 2., erweiterte Auflage. Spektrum Akademischer Verlag, Heidelberg/Berlin 2003, ISBN 3-8274-1398-2, S. 47.
2. 1 2  Manfred A. Fischer, Karl Oswald, Wolfgang Adler: Exkursionsflora für Österreich, Liechtenstein und Südtirol. 3., verbesserte Auflage. Land Oberösterreich, Biologiezentrum der Oberösterreichischen Landesmuseen, Linz 2008, ISBN 978-3-85474-187-9, S. 64.
3. ↑  Peter Sitte, Elmar Weiler, Joachim W. Kadereit, Andreas Bresinsky, Christian Körner: Lehrbuch der Botanik für Hochschulen. Begründet von E. Strasburger. Spektrum Akademischer Verlag, Heidelberg 2002 (35. Aufl.) ISBN 3-8274-1010-X, S. 155f.